# Horch 8
De Horch 8 was een modelserie van luxewagens uit de topklasse die door de Duitse autoconstructeur Horchwerke AG (vanaf juni 1932 onder leiding van het nieuw opgerichte Auto-Union) van 1926 tot 1935 op de markt gebracht werd. Het eerste model, de Horch 303, was de eerste Duitse auto met een met achtcilindermotor.

## Historiek

### 1926-1930
Horch hoofdontwerper Paul Daimler, die als technisch directeur van Argus Motoren Gesellschaft in Berlijn ook voor de fabriek in Zwickau werkte, ontwierp aanvankelijk een 3,2-liter achtcilinder-in-lijnmotor met dubbele bovenliggende nokkenassen. De cilinders die paarsgewijs gecombineerd werden, maakten vijf grote krukaslagers mogelijk.
De Horch 303 met 60 pk was het eerste model in de serie en volgde de 2,6-liter viercilinder Horch 10 M 25 op. De achterwielen werden aangedreven via een handgeschakelde vierversnellingsbak met een schakelhendel in het midden van de auto. De Horch 303 werd aangeboden als toerwagen met zes zitplaatsen, sedan en cabriolet. In 1927 verscheen de Horch 304 als cabriolet met een verkort chassis. In datzelfde jaar werden beide modellen vervangen door de 305 en 306 met een 3,4-liter motor van 65 pk.
In 1928 kregen de auto's een 4,0-liter motor met een vermogen van 80 pk. Van 1928 tot 1930 werden deze auto's de 350 en 375 genoemd, in 1931 veranderde de naam in respectievelijk 400 en 405. Op het autosalon van Parijs in 1930 werden twee modellen tentoongesteld: de Horch 400 met een 80 pk sterke 4,0-liter DOHC-motor en de zevenzits Horch 500 limousine met de nieuwe 5,0-liter SOHC-motor van 100 pk.

### 1931-1935
Nadat Paul Daimler het bedrijf in 1929 verliet en opgevolgd werd door Fritz Fiedler, werd de complexe motor met dubbele nokkenassen vervangen door een vereenvoudigd ontwerp met het oog op de wereldwijde economische crisis. De ontwikkeling van de Horch-motor werd weer ondergebracht bij de fabriek in Zwickau. De nieuw ontworpen achtcilindermotor van Fiedler had slechts één nokkenas en de krukas had voortaan tien lagers om trillingen te dempen. In 1931 en 1932 was het "instapmodel" de Horch 430 met een 3,0-liter motor van 65 pk. Daarnaast werden ook de 410 en 440 (vanaf 1932 de 710 genoemd) met een 4,0-liter motor van 80 pk aangeboden. De 420, 450 en 470 (vanaf 1932 de 720, 750 en 750B genoemd) waren de grotere  modellen met een 4,5-liter motor van 90 pk. De topmodellen van de reeks waren de 480 en 500/500A (vanaf 1932 de 500B, 780 en 780B genoemd) met een 5,0-liter motor van 100 pk.
Bij het beëindigen van de productie in 1935 waren ongeveer 12000 exemplaren gebouwd. De modelserie werd opgevolgd door de Horch 850/951 met achtcilinder lijnmotoren en de Horch 830/930 met V8-motoren, die al in 1933 waren geïntroduceerd. De 25000ste Horch achtcilinder werd op 25 juli 1937 plechtig afgeleverd in Zwickau.

## Motoren
| Model               | Motor     | Motor          | Motor    | Overbrenging  | Topsnelheid | Jaartal   |
| Model               | Inhoud    | Cilinders      | Vermogen | Overbrenging  | Topsnelheid | Jaartal   |
| ------------------- | --------- | -------------- | -------- | ------------- | ----------- | --------- |
| 303/304             | 3.132 cm³ | 8-in-lijn DOHC | 60 pk    | manuele 4-bak | 100 km/u    | 1926-1927 |
| 305/306             | 3.378 cm³ | 8-in-lijn DOHC | 65 pk    | manuele 4-bak | 100 km/u    | 1927-1928 |
| 350/375/400/405     | 3.950 cm³ | 8-in-lijn DOHC | 80 pk    | manuele 4-bak | 100 km/u    | 1928-1931 |
| 430                 | 3.009 cm³ | 8-in-lijn SOHC | 65 pk    | manuele 4-bak | 100 km/u    | 1931-1932 |
| 410/440/710         | 4.014 cm³ | 8-in-lijn SOHC | 80 pk    | manuele 4-bak | 105 km/u    | 1931-1933 |
| 420/450/470/720/750 | 4.517 cm³ | 8-in-lijn SOHC | 90 pk    | manuele 4-bak | 115 km/u    | 1931-1935 |
| 480/500/780         | 4.944 cm³ | 8-in-lijn SOHC | 100 pk   | manuele 4-bak | 120 km/u    | 1931-1935 |

## Fotogalerij

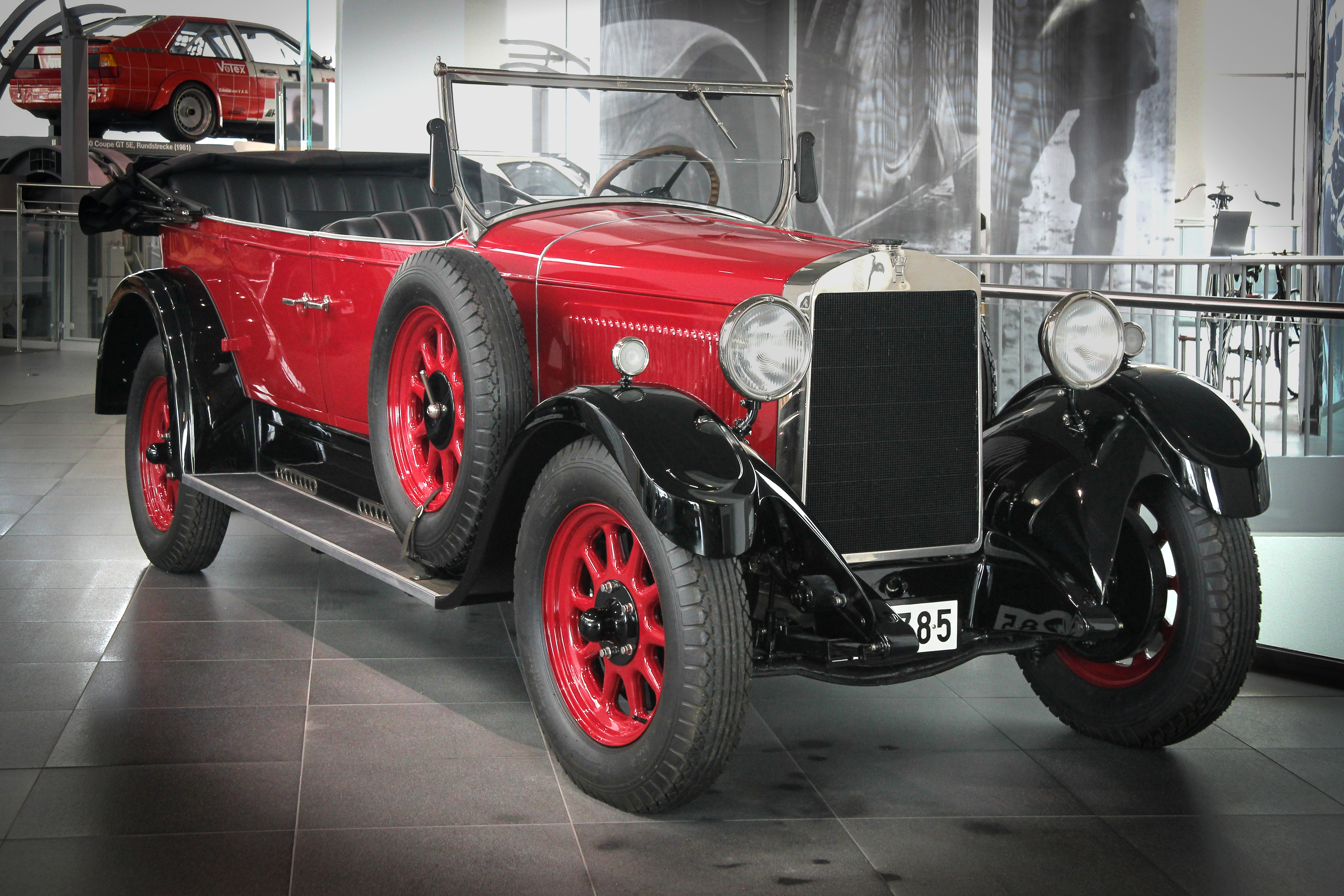
Horch 303 (1927)
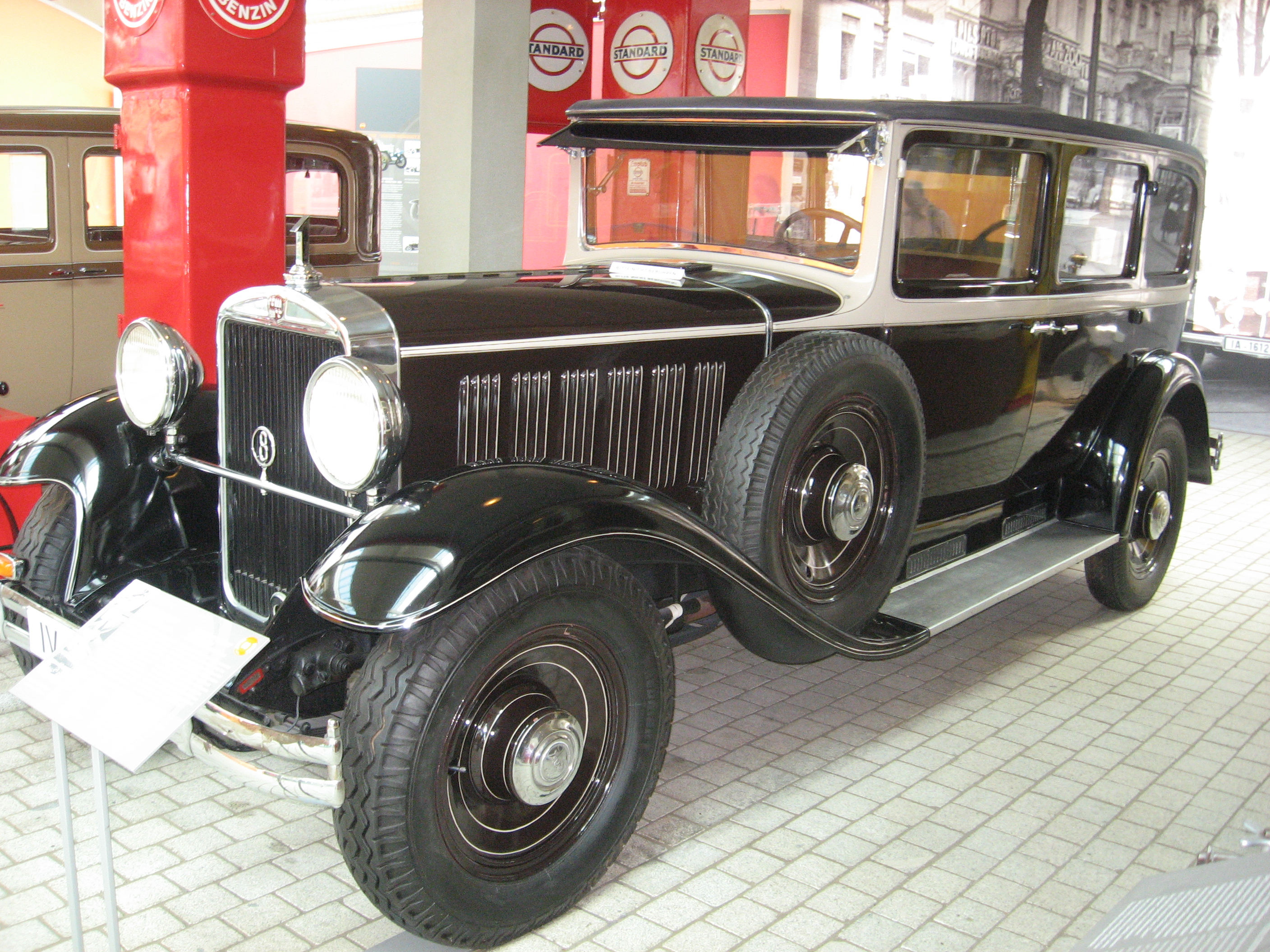
Horch 305 (1927)
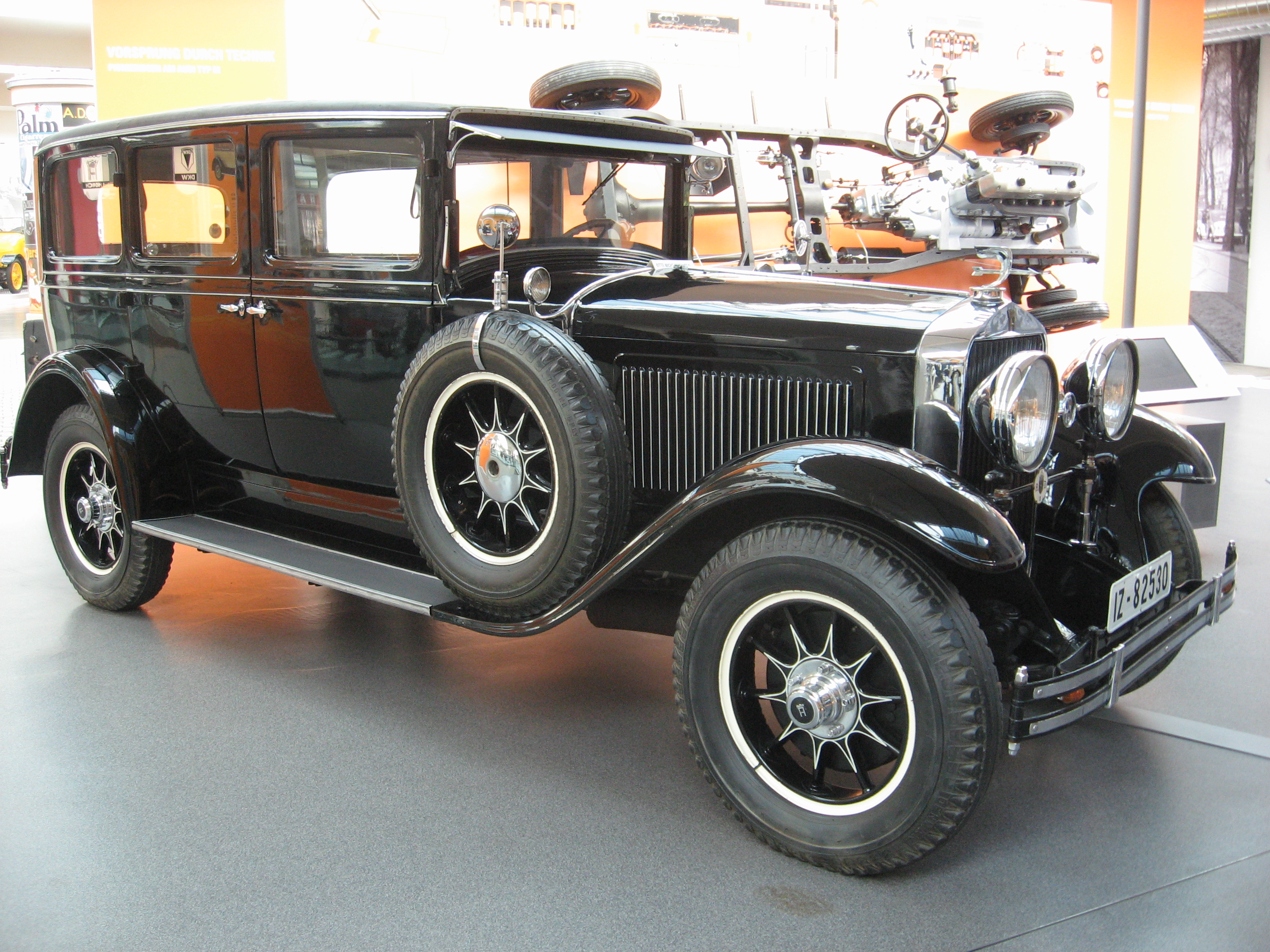
Horch 350 (1928)
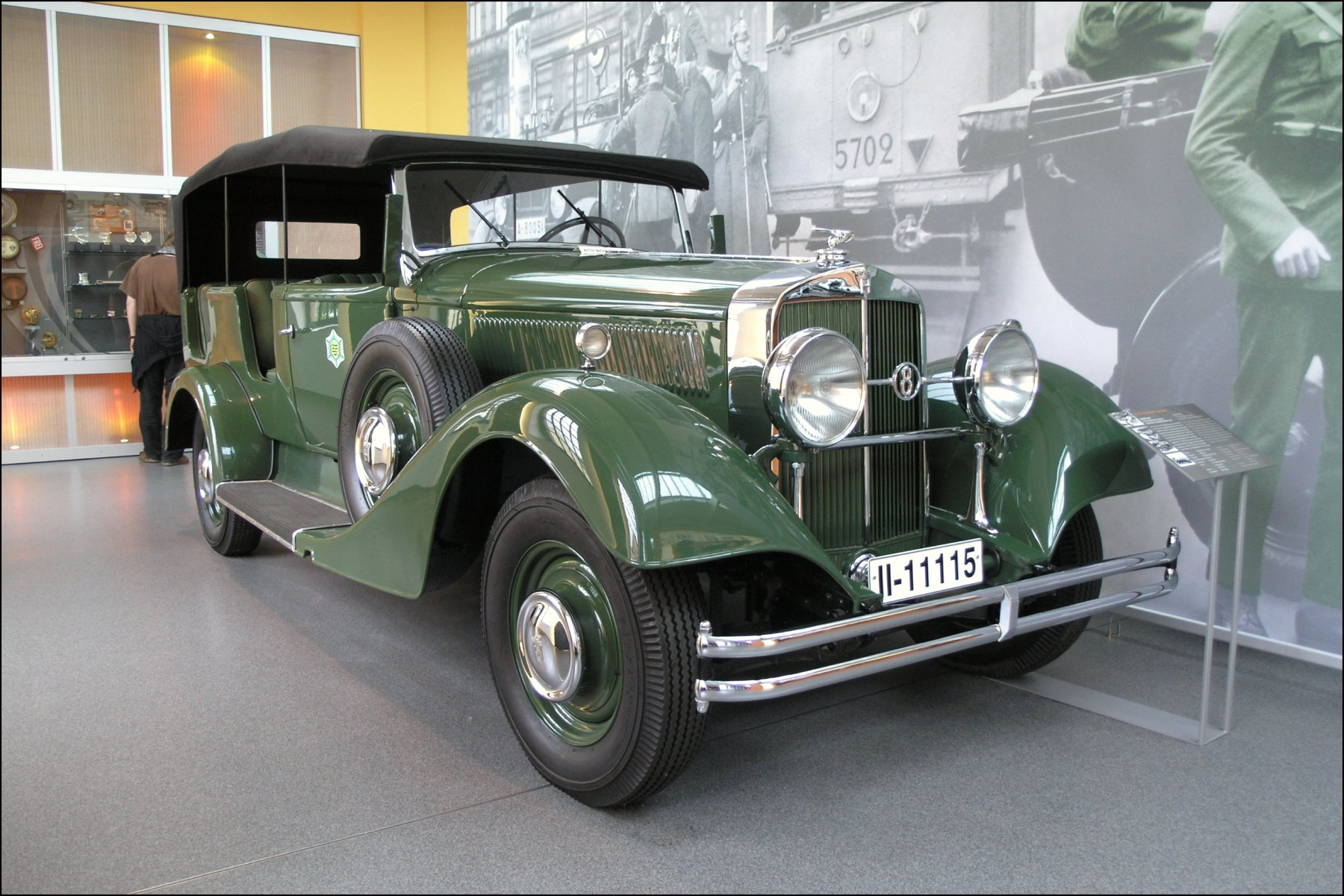
Horch 400 (1931)
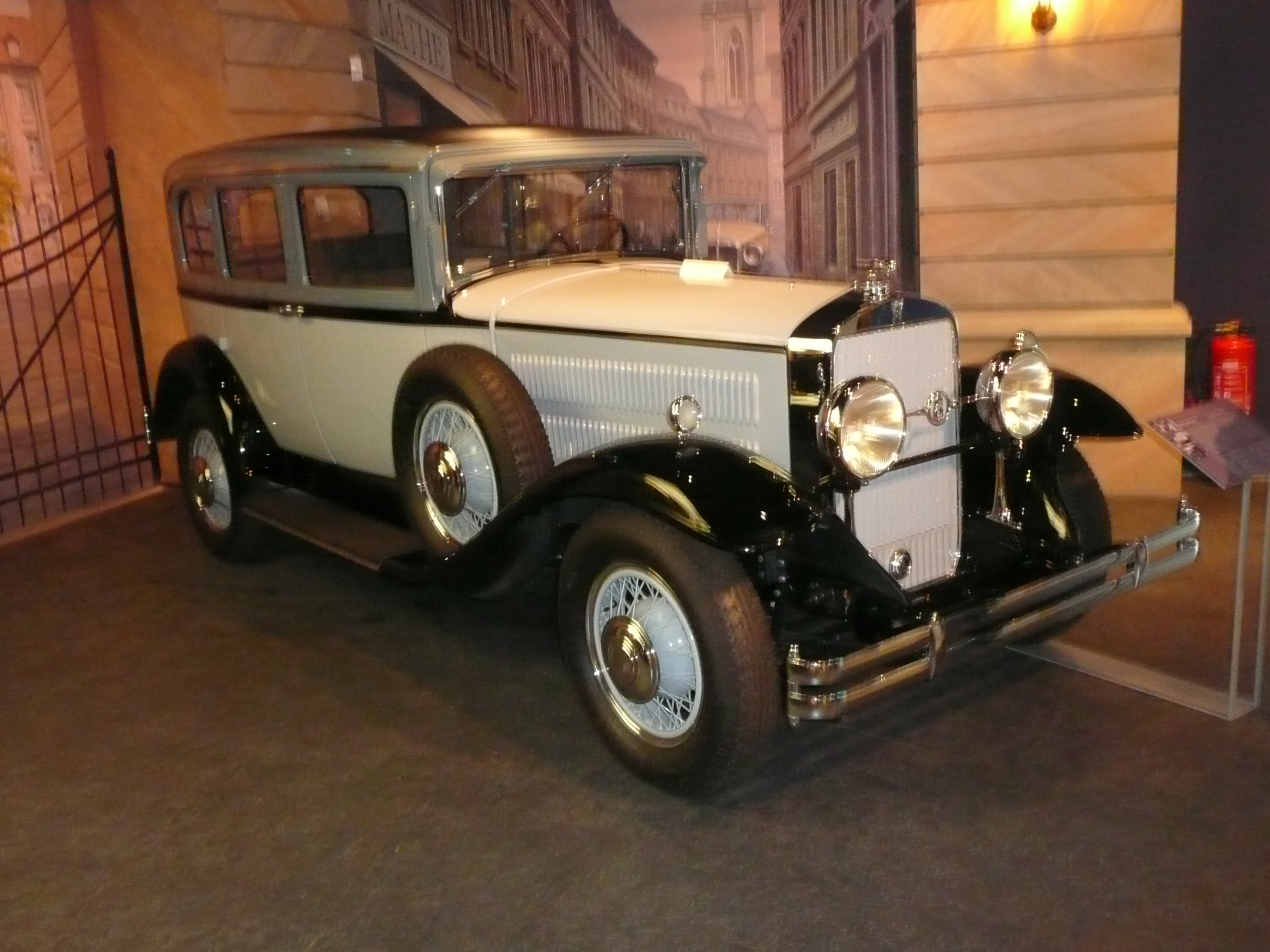
Horch 430 (1931)
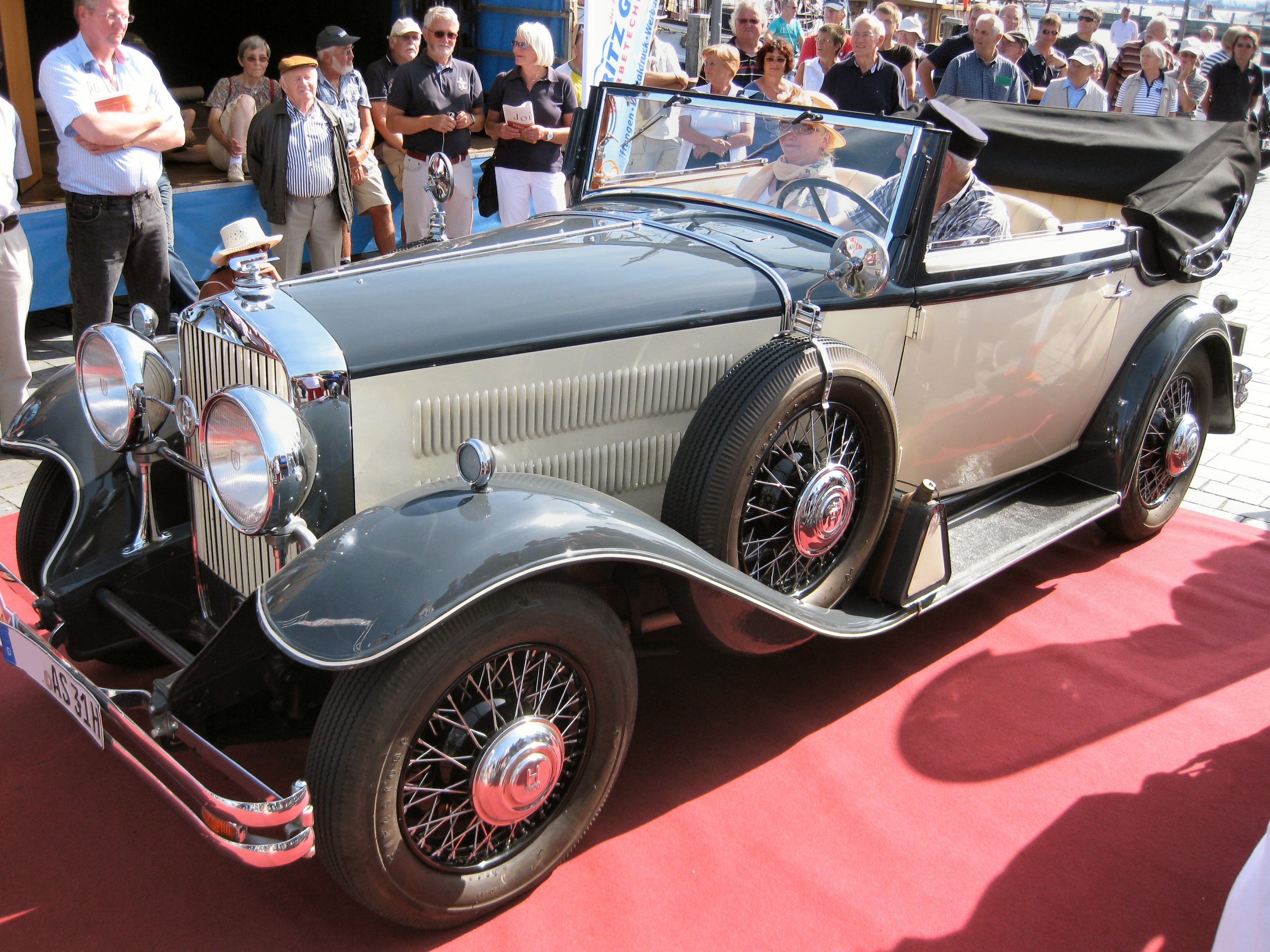
Horch 420 Cabriolet (1931)
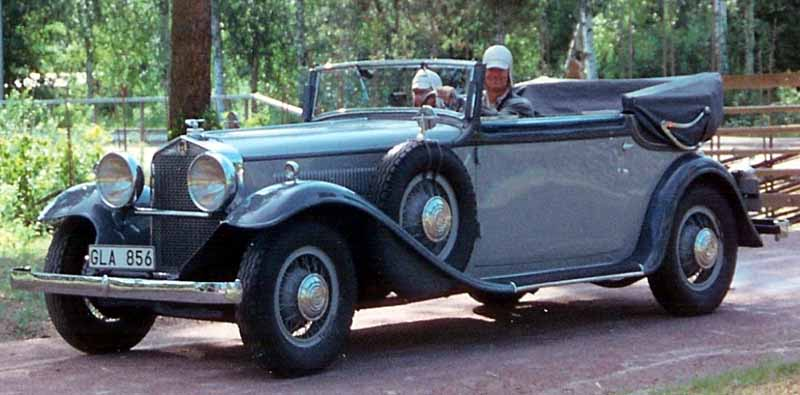
Horch 470 Cabriolet (1931)
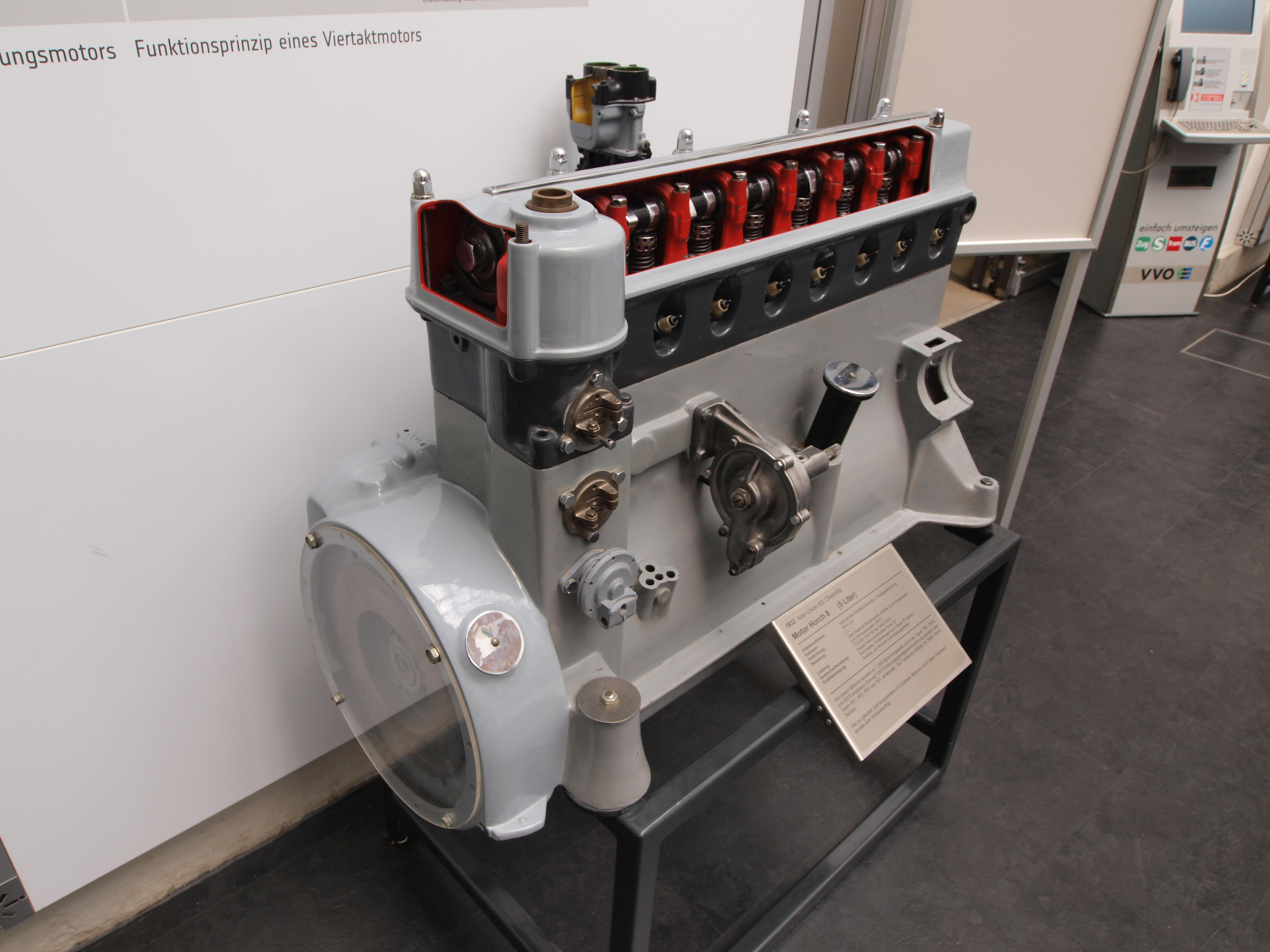
5,0-liter motor (100 pk) uit 1932